# Phrynopus brunneus
Phrynopus brunneus é uma espécie de anura  da família Leptodactylidae.
Pode ser encontrada nos seguintes países: Colômbia e Equador.
Os seus habitats naturais são: campos rupestres subtropicais ou tropicais.
Está ameaçada por perda de habitat.